# Foster City
Foster City és una població dels Estats Units a l'estat de Califòrnia. Segons el cens del 2000 tenia 28.803 habitants.

## Demografia
Segons el cens del 2000, Foster City tenia 28.803 habitants, 11.613 habitatges, i 7.931 famílies. La densitat de població era de 2.957,7 habitants/km².
Per edats la població es repartia de la següent manera: un 21,2% tenia menys de 18 anys, un 5,9% entre 18 i 24, un 35,3% entre 25 i 44, un 27,6% de 45 a 60 i un 10,1% 65 anys o més.
L'edat mediana era de 38 anys. Per cada 100 dones de 18 o més anys hi havia 93,9 homes.
Entorn de l'1,7% de les famílies i el 2,9% de la població estaven per davall del llindar de pobresa.

## Poblacions més properes
El següent diagrama mostra les poblacions més properes.